# Датский бот

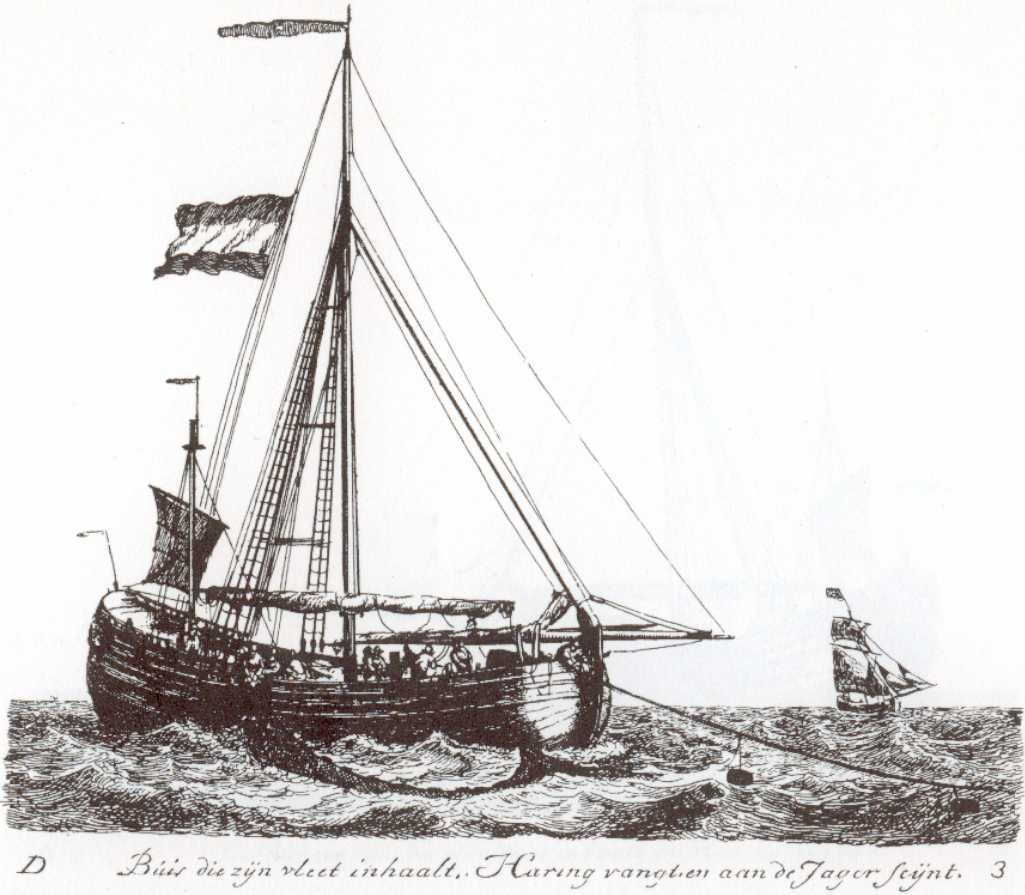

Датский бот — крытое палубой одномачтовое судно с 3 косыми парусами, очень полными обводами и лекальным балластом; отличается высокой мореходностью.
По своей конструкции датский бот является характерным представителем лёгких судов древненорманнской системы постройки. В начале XX века датские боты использовались лоцманами и на морских спасательных станциях.
Самый старое известное судно такого типа найдено в Дании и относится учеными к V веку. Оно имеет при соответствующей пропорциональности размеров длину около 25 метров.